# Alosa algeriensis
Az Alosa algeriensis a sugarasúszójú halak (Actinopterygii) osztályának heringalakúak (Clupeiformes) rendjébe, ezen belül a heringfélék (Clupeidae) családjába tartozó faj.

## Előfordulása
Az Alosa algeriensis elterjedési területe a Földközi-tenger, és az őt környező partok. Afrikában megtalálható, Észak-Marokkóban és Észak-Tunéziában (Tunéziában, az Ichkeul-tóban elszigetelődött állománya van); Európában, pedig az olaszországi Szardínia sziget nyugati felén, és néhány mesterséges tóban fordul elő.

## Megjelenése
Ez a halfaj legfeljebb 43 centiméteresre nőhet. A szájpadlásán nincsenek fogak.

## Életmódja
Az Alosa algeriensis egyaránt megél a sós-, édes- és brakkvízben is. A tengerben rákokkal és kisebb halakkal táplálkozik. Az édesvízben a felnőtt nem táplálkozik, viszont az ivadék ráklárvákat fogyaszt.

## Szaporodása
Ez a faj anadrom vándorhal (a tengerből az édesvízbe vonul ívni). A hímek 3-4, a nőstények 4-5 évesen úsznak fel a folyókba. A vándorlás májusban kezdődik, amikor 14-18 Celsius-fokos a víz; az ívás május–június között van, amikor a vízhőmérséklete eléri a 20 Celsius-fokot, vagy az ennél is nagyobbat. Ívás után a felnőttek visszaúsznak a tengerbe, azonban sok közülük elpusztul. Az ivadék, felnőtt korig a folyók torkolatában marad.